# Atszanat Dżubb Miri
Atszanat Dżubb Miri (arab. عطشانة جب ميري) – wieś w Syrii, w muhafazie Aleppo. W 2004 roku liczyła 394 mieszkańców.